# Балка Широка (притока Саксагані)
Балка Широка — балка (річка) в Україні у Кам'янському районі Дніпропетровської області. Права притока річки Саксагані (басейн Дніпра).

## Опис
Довжина балки приблизно 5,54 км, найкоротша відстань між витоком і гирлом — 5,15 км, коефіцієнт звивистості річки — 1,08. Формується декількома струмками та загатами. На деяких ділянках балка пересихає.

## Розташування
Бере початок на південній стороні від села Бикове. Тече переважно на південний схід через село Василівку і на північній околиці села Павлівки впадає в річку Саксагань, ліву притоку річки Інгульця.

## Цікаві факти
- На балці існує газгольдер та декілька газових свердловин[2].